# Riachão das Neves
Riachão das Neves è un comune del Brasile nello Stato di Bahia, parte della mesoregione dell'Extremo Oeste Baiano e della microregione di Barreiras.